# Шипчинський Валеріан Валеріанович
Валеріан Валеріанович Шипчинський (1873, Або, Велике князівство Фінляндське — 26 жовтня 1918, Архангельськ, Північна область) — фінляндський метеоролог і кліматолог, дослідник Льодовитого океану.  
Присвятив життя розвитку метеорології як науки. Завідував гідрометеорологічною службою Північного Льодовитого океану. 

## Життєпис
Народився в 1873 в місті Або у Великому князівстві Фінляндському у шляхетській сім'ї. 
Закінчив фізико-математичний факультет Санкт-Петербурзького університету і був залишений на посаді асистента на кафедрі фізичної географії, очолюваної ученим-кліматологом Олександром Воєйковим. 
У 1903 запрошений до Лісового інституту, де працював на посаді асистента на кафедрі фізики і метеорології. Пізніше працював спостерігачем Павлівської магнітної і метеорологічної обсерваторії і фізиком Відділення щоденного бюлетеня Головної фізичної обсерваторії. 
З 1909 керував кафедрою фізики і метеорології на Вищих жіночих природно-історичних курсах. 

## Наукова діяльність
До 1914 працював фізиком Миколаївської астрономічної обсерваторії, був членом комісії Російського географічного товариства і одним зі співавторів словника Брокгауза і Ефрона. 
Організував Центральну гідрометеорологічну станцію в Архангельську і мережу спостережних гідрометеорологічних пунктів на узбережжі Баренцевого, Карського та Білого морів.  
Для названих морів Шипчинським давалося передбачення погоди; крім того, ним були організовані регулярні оповіщення про стан льодовиків. З цією метою щодня складалися карти розподілу льодовиків у північних морях на підставі телеграфних повідомлень. Траплялися також експедиції для спостережень за крижаним покривом Двінської губи. 
Вченим розроблено методи передбачення танення і замерзання Північної Двіни в її гирлі і високих підйомів води в річці неподалік Архангельська.  
Завдяки його діяльності, період навігації було розширено до граничної можливості, що дозволило Архангельському порту під час війни 1914-1918 заповнити собою всі закриті порти Чорного та Балтійського морів. 
З 1916 по 1918 — голова Архангельського товариства вивчення півночі. 
З 1917 — Губернський урядовий комісар Архангельської губернії. Під його редакцією з дуже цінними доповненнями надруковані переклади книг «Кліматознавство» Володимира Кеппена і книга К. Каснера «Погода, її прогноз і значення для практичного життя». 

## Родина
- Батько — Валеріан Шипчинський, затверджений у шляхетстві Новгородської губернії указом Сенату № 9648 від 28 листопада 1860. Дійсний таємний радник.
- Дружина — Ніна Шилова.
- Син — Дмитро Шипчинський (1905, Санкт-Петербург — 21 червня 1930, СЛОН) [1]
- Донька — Анастасія (1907 — 1977)
- Донька — Надія (1910 — 1987)
- Донька — Раїса (1914 — 2007)
- Донька — Валерія (1916 —)